# نبرد گود پاتیله
نبرد گود پاتیله، نام نبردی میان سپاهیان پادشاهی آل مظفر به فرماندهی شاه منصور مظفری و سپاه امپراتوری تیموری به فرماندهی امیر تیمور گورکان و شاهزادگان گورکانی بود. این نبرد در ادامهٔ هجومهای مغولان به ایران برای بازگرداندن سلطهٔ خاندان چنگیز بود که چند دهه پیش تر، پادشاهی آل مظفر موفق شده بود در نبرد میانه به سال ۷۵۸ هجری قمری، آن را متوقف و خنثی کند، اما این بار با کشته شدن شاه منصور به سال ۷۹۵ هجری قمری، سلطهٔ مغولان دوباره به ایران بازگشت. نبرد گود پاتیله را نیز به مانند نبرد میانه باید نمونه ای درخشان و مثال زدنی از شیوهٔ نبرد سلاطین آل مظفر دانست که مبتنی بر حملات سریع و کوبنده با بهره‌گیری از سواره نظام برگزیدهٔ سنگین اسلحه بود. سواره نظام مظفری که حتی مطابق گزارش مورخان تیموری، به حسب مجموع استعداد، حدود یک دهم و به حسب نیروهای درگیر در میدان، حدود یک سی ام سپاه تیموری بود، در همان آغاز نبرد با حملات خُردکننده، سپاه عظیم مغولان را در هم کوبید و شاه منصور به شخص تیمور رسید و ضرباتی بر کلاهخود او وارد آورد. پافشاری و جان فشانی فداییان تیمور و پناه بردن تیمور به سراپردهٔ زنان و پنهان شدنش در چادر زنان، او را از دسترس شاه منصور خارج ساخت. در ادامهٔ نبرد، انصراف دو سوم (دو هزار نفر) از سپاهیان مظفری و خروجشان از میدان نبرد و به محاصره درآمدن شاه منصور، نتیجهٔ میدانی جنگ را معکوس ساخت و دیر رسیدن قوای کمکی از شیراز به میدان نبرد، موجب شکست سپاه مظفری و جان باختن شاه منصور در روز جمعه، نیمهٔ جمادی‌الاول ۷۹۵ هجری قمری شد.

## پیش زمینه‌های نبرد
شاه منصور در فاصلهٔ زمانی میان یورشهای سه ساله و پنج سالهٔ تیمور گورکانی بر تخت سلطنت آل مظفر تکیه زد و انگیزهٔ بر تخت‌نشینی و تمام مساعی او در پنج سال سلطنتش از سال ۷۹۰ تا ۷۹۵ هجری قمری، مقابله با تیمور بود. در آن هنگام، شاه منصور تنها پادشاهی بود که در ممالک پرشمار و بسیار وسیع مورد هجوم تیمور، انگیزه و توانایی مقابله با تیمور را داشت، زیرا او وارث حشمت شاه شجاع مظفری و نوهٔ امیر مبارزالدین محمد، فاتح بزرگ قرن هشتم هجری و شبیه‌ترین فرد به او بود و مانند او، برنامهٔ پادشاهی اش، متحد ساختن ایران و سپس حل کردن مشکل هجوم مغولان از طریق مستحکم ساختن کرانه‌های جیحون و استقرار سپاه در طول این کرانه‌ها بود. او این برنامه را مکرراً در نامه نگاریهایش به ملوک اطراف بیان می‌کرد و از آنان درخواست یاری برای وصول به این هدف داشت. شاه منصور همچنین برنامهٔ استحکام و نظامی سازی کرانه‌های جیحون را راه حل نهایی مشکل مغولان نمی‌دانست و با بلندتر گرفتن افق دیدش بر آن بود که دست به اجرای برنامه ای متهورانه برای حل نهایی مشکل مغولان زند و با گذر از جیحون، وارد سرزمینهای توران شود و مواطن و مساکن مغولان را برهم زند و منهدم سازد، ظاهراً این برنامه، مقاصدی فراتر از رفع مشکل مغولان داشت و شاه منصور بر آن بود که با عبور از جیحون تا مرزهای چین پیشروی کند و نیز با ورود به توران و فتح آن، به جایگاه پادشاهان اساطیری ایران دست یابد، زیرا پادشاهان آل مظفر به سبب آنکه تختگاهشان در پارس بود و تبار ایرانی داشتند، خود را وارث پادشاهان اساطیری ایران می‌دانستند که تختگاهشان در شهر استخر پارس بود. پادشاهان آل مظفر به‌طور مکرر از القاب و عناوینی که گویای این وراثت بود، بهره می‌بردند. با تمام مکاتیات و تلاشهای سیاسی و فشارهای نظامی که شاه منصور برای اجرای برنامه اش بر شاهزادگان آل مظفر وارد می‌ساخت، این شاهزادگان که پس از وفات شاه شجاع، هر یک در شهری به استقلال و خودسری، روزگار می‌گذراندند، با این برنامه‌ها همراهی نکردند و با برخوردهای نظامی مکرر با شاه منصور، قوا، امکانات مالی و نظامی و زمان او را به خود مشغول می‌ساختند. شاه منصور حتی حاضر شد که به شرط یاری رساندن عمویش عمادالدین سلطان احمد به برنامه‌هایش سلطنت را به او بسپارد و خود عازم جیحون شود، اما پاسخ مساعدی از وی دریافت نکرد. شاه منصور همچنین هیئتهای سفارتی به بغداد، روم و احتمالاً مصر فرستاد تا با سلاطین ایلکانی، عثمانی و ممالیک، بر ضد تیمور پیمان اتحاد بندد، اما آنان نیز که از تیمور هراس داشتند، ضمن استقبال از اندیشه‌های شاه منصور، معاذیری چون دوری مسافت و اشتغال به نبرد با فرنگ را مطرح ساختند و از ورود به اتحاد ضد تیمور، خودداری ورزیدند.
بدین ترتیب برای شاه منصور مسجّل شد که در گسترهٔ چین و هند تا روسیه و روم و مصر که مورد تهاجمات تیمور بود، او تنها پادشاهی است که باید با تیمور مقابله کند. در این هنگام، خبر عبور تیمور از جیحون و آغاز یورش پنج ساله منتشر شد. تیمور در ۱۵ رجب ۷۹۴ سپاه خود را از ماوراءالنهر حرکت داد و در ۱۵ رمضان از جیحون عبور کرد. شاه منصور که از یاری و اتحاد دیگر ملوک ناامید شده بود، خود متکفّل برخورد با تیمور شد. او دستور داد استحکامات کاشان، اصفهان، خوزستان و دژ سپید پارس را بازسازی کنند و نیروهای نظامی خود را در این شهرها تقویت کرد. همچنین باروی شیراز را ترمیم کرد و ذخایر سلاح و غذای عظیمی در این شهر گردآورد. برنامهٔ او تقویت باروی شهرها و تحلیل بردن قوای تیمور در محاصرهٔ شهرها و سپس حملات سواره نظام معروف و خوف آور مظفری از پشت جبهه به نیروهای ضعیف شدهٔ تیمور بود. این برنامه را مورخان، بهترین تاکتیک برای شکست دادن تیمور در آن موقعیت و احتمال موفقیتش را بسیار بالا می‌دانستند. مردم شیراز نیز پس از خطابهٔ تهییجی شاه منصور با این برنامه اعلام موافقت کردند و کار سوگند خوردن برای پایداری در نبرد با تیمور بدانجا رسید که در پاسخ یکی از مردّدان که می‌گفت اگر شاه از تیمور بگریزد، چه بر سر ما مردم شهر خواهد آمد، شاه منصور گرز هفده منی اش را بر دست گرفت و گفت: «هذا الالفُ فی کاف اُمّ الذی یفرّ مِن تیمور!». پس از آن، شاه منصور بخشی از نیروهایش را همراه مردم شیراز بر باروها مستقر کرد و خود با سپاهی به استعداد یک تا چهار هزار نفر سواره نظام از شیراز خارج شد تا ضمن سربازگیری در سرزمینهای آل مظفر، در صورت محاصره شدن شیراز، از پشت بر سپاه تیمور حمله نماید، اما هنگام خروج از شیراز، پیرزنی ناآگاه، بر سر پل فسا راه را بر شاه منصور بست و لابه کرد که آیا ما را میان گرگان تاتار، تنها رها می‌کنی و می‌گریزی؟ شاه منصور با دیدن لابهٔ پیرزن و از منسوب شدن به ترس و گریز، دچار تصمیمی اشتباه شد و برنامه ای را که شاه و سپاه و رعیت برای آن آماده شده بودند و بهترین برنامه برای شکست دادن تیمور در آن موقعیت انگاشته می‌شد، رها کرد و به شیراز بازگشت. در آن هنگام، خبر فروریختن دژ سپید فارس نیز واصل شد. این دژ که از استحکامات بسیار مهم فارس بود، در مقاومتی دلیرانه، تلفات فراوانی به سپاه تیمور وارد آورد، اما در نهایت با هجوم سراسری سپاه تیمور، سقوط کرد. شدت سبعیت تاتاران در این واقعه چنان بود که پس از تسخیر دژ، سربازان ایرانی را زنده از فراز برجهای دژ که خود بر فراز کوهی بود، پایین می‌انداختند و بدین شیوه، اسیران را اعدام می‌کردند. در خاتمه نیز مهترِ سعادت، کوتوال قلعه را به فرمان تیمور گردن زدند و در جمادی‌الاول ۷۹۵ هجری قمری، عازم شیراز شدند.

## گزارش نبرد
شاه منصور پس از بازگشت از پل فسا و با وصول خبر سقوط دژ سپید، سپاه خود را به بیرون از شیراز رهبری کرد تا راه پیشروی سپاه تیموری را به سوی شیراز سد کند. سلطان غضنفر، پسر شاه منصور و ولیعهد وقت در شیراز باقی گذاشته شد که به گردآوری سپاه کمکی و اعزام به میدان نبرد بپردازد. سپاه مغولان در 14 جمادی‌الاول 795 از سمت شمال به شیراز نزدیک شدند و واحدهایی از آنان در باغستانهای اطراف شهر، به پیشروان سپاه مظفری برخوردند. آنان با پنهان شدن در پناه درختان به رویت سپاه مظفری و کسب خبر دربارهٔ آنان پرداختند. مطابق گزارشی که به تیمور دادند، سپاه مظفری، حدود سه تا چهار هزار نفر سوار نظامِ تمام زره با اسبان زرهپوش و تجهیزات کامل و سنگین اسلحه بود. این سواره نظام سنگین اسلحه که هستهٔ اصلی و بازوی کارای پادشاهان مظفری در نبردها بود، هنگام اقامت امیر مبارزالدین محمد در یزد و کرمان پایه گذاری شد و تداوم روش سپاهیگری ساسانیان بود که پادشاهان آل مظفر، خود را وارث آنان می دانستند. با توجه به همین سواره نظام و نیاز به وسعت میدان برای به کارگیری مؤثر از آن، تمایل پادشاهان مظفری، بیشتر بر نبرد در دشتهای باز بود و به همین سبب نیز شاه منصور، دشت گود پاتیله را در شمال شیراز برای تمرکز قوای خود برگزید. دو سپاه در عصرگاه 14 جمادی‌الاول در این دشت در برابر هم صف آرایی کردند. نبرد بدون فوت وقت، از شامگاه (غروب) 14 جمادی‌الاول و شبانگاه 15 جمادی‌الاول آغاز شد در حالی که مجموع استعداد مغولان در آن هنگام، بیش از 30هزار نفر و مجموع استعداد ایرانیان، میان 3 تا 4هزار نفرد بود. شاه منصور دستور داد به دم شماری از اسبان، دیگ بستند و آنان را به سوی سپاه تیموری سَر دادند. انعکاس صدا در تاریکی شب موجب وحشت سپاه مغولان و پراکندگی آنان در میان دشت شد و شمار بسیاری از آنان در کمینگاههای سپاه مظفری، کشته شدند. این نبرد در سحرگاه جمعه 15 جمادی‌الاول متوقف شد و دو سپاه به مواضع خود بازگشتند و تا پس از نماز ظهر جمعه، از تعرّض علیه هم خودداری ورزیدند. یک علّت این وقفه ظاهراً در شهرت اسلام پناهی هر دو جناح درگیر در نبرد بود، اما از سوی سپاه مظفری، علّتی دیگر نیز داشت که نتیجهٔ سازمان نظامی پادشاهان آل مظفر بود. هستهٔ اصلی سپاه مظفری، سواره نظام کم شمارِ برگزیده بود که به سبب سرعت انتقال، اغلب زودتر از موعد وارد میدان نبرد می شدند و اگر موفّق نمی‌شدند که در تهاجم نخست، دشمن را متلاشی کنند، در انتظار الحاق واحدهای دیگر سپاه می ماندند. این اتفاق در نبردهای پیشین شاه منصور نیز رخ داده بود و در نبرد گود پاتیله نیز شاه منصور در انتظار الحاق سپاه کمکی بود که این اتفاق با تأخیر و در شامگاه جمعه و درحالی که شاه منصور جان باخته بود، رخ داد. ظهرگاه جمعه پس از برگزاری نماز، علایم آمادگی تعرض نظامی از سوی سپاه مغولان مشاهده شد. سپاه مظفری نیز صف آرایی کرد و برای در دست گرفتن ابتکار میدان، به اجرای شیوهٔ اصلی نبرد مظفریان یعنی تهاجم سریع و کوبندهٔ سواره نظام پرداخت، اما در لحظهٔ آغاز تهاجم، امیر محمد بن زین العابدین خراسانی که فرمانده بخشی از سپاه مظفری بود و به سبب خراسانی بودن، با تیمور مکاتبهٔ پنهانی داشت، واحدهای تحت امر خود را از میدان خارج کرد. باقی ماندهٔ سپاه که حدود یک هزار نفر و بیشتر از جانداران شخصی شاه منصور بودند، گرد او را گرفتند. شاه منصور برای تهییج آنان این دو بیت را خواند:
| بر آنم که گردن فرازی کنم  |  | به شمشیر با شیر بازی کنم  |
| من امروز کاری کنم بی گمان |  | که بر نامداران سرآید زمان |

و سپس فرمان به آغاز حمله داد. به رغم نسبت یک به سی نیروهای درگیر در میدان، شیوهٔ همیشگی نبرد پادشاهان مظفری، باری دیگر کارایی خود را نشان داد. تهاجم سریع سواره نظام سنگین اسلحهٔ مظفری، سپاه عظیم مغولان را که مرکب از سواره نظام سبک اسلحه و پیاه نظام بود، در هم کوبید و متلاشی کرد. این سواره نظام تمام زره، هر گونه مقاومت را در برابر خود ناممکن می ساختند و هر مانعی را بر سر راه خود متلاشی می کردند

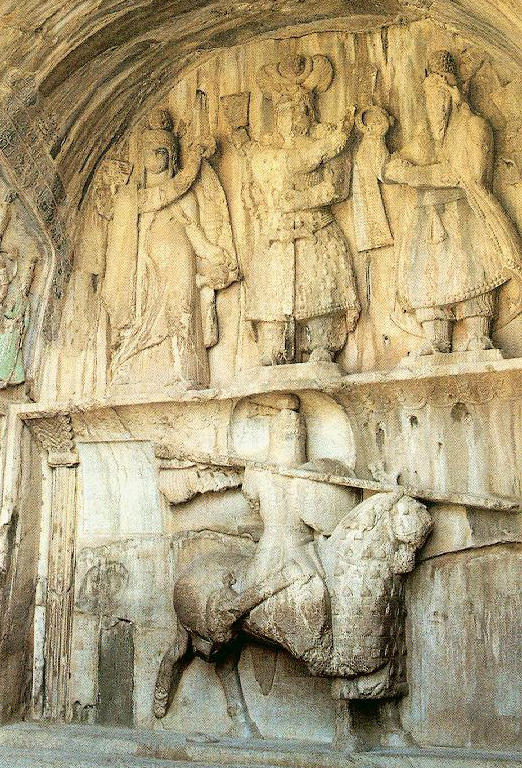
نقش یک سواره نظام سنگین اسلحۀ ایرانی در طاق بستان، مربوط به روزگارساسانیان.در این نقش و مطابق آنچه در گزارشهای مربوط به سپاه مظفری نیز هست، سوار و اسب، هر دو زره پوش هستند و از تجهیزات کامل و اسلحهٔ سنگین استفاده شده است.

 شدت حمله چنان بود که پس از پایمال شدن سپاهیان مغول در مسیر حرکت اسبان زره پوش ایرانی، شاه منصور از عقب جبهه به در رفت و بازگشت و باری دیگر به سپاه مغولان حمله ور شد. بقایای مغولان از میدان گریختند و تیمور که در میان جانداران خویش نبرد را مشاهده می کرد، متوجه شد شاه منصور از نقش علم و چتر، او را شناخته و قصد او کرده. جانداران تیمور با مشاهدهٔ تمرکز تهاجم سپاه مظفری بر تیمور، او را رها کردند و جملگی گریختند به گونه ای که بیش از پنج نفر با تیمور نماند. شاه منصور با شتاب از کنار تیمور گذشت و دو ضربه به کلاهخود او وارد ساخت طوری که کلاهخود از سر تیمور افتاد. تیمور خواست که با نیزه از خویش دفاع کند، اما نیزه دار خاصّهٔ او، پولادچهره، از وحشت بازگشت شاه منصور گریخت و نیزه را نیز با خویش برد. در آن لحظه تنها یک نفر به نام امیر عادل در کنار تیمور ماند. شاه منصور بازگشت و ضربتی دیگر بر سر تیمور که اینک برهنه بود، وارد آورد. امیر عادل، سپر بر سر تیمور گرفت و ضربهٔ شاه منصور را دفع کرد . از آنجا که حملات شاه منصور، سواره بود، در هر بار تاختن و بازگشتن، فاصله ای زمانی رخ می داد. تیمور از این فاصله بهره برد و خود را به سوی سراپردهٔ زنان کشید و چادری بر سرکشیده، در میان زنان پنهان گشت. شاه منصور پس از بازگشت، وارد سراپردهٔ زنان شد. زنان پیش آمدند و او را مغلطه دادند که تیمور از سوی دیگر سراپرده به در شده و اکنون در آن سوی میدان است و به سمتی که شماری از مغولان در آن در حال ادامهٔ نبرد بودند اشاره کردند. شاه منصور، سراپردهٔ زنان را وانهاد و بدان سوی میدان تاخت و تیمور تا انتهای نبرد از چادر زنان به در نشد و جان به در برد . در آن میانه امیرزاده شاهرخ، پسر تیمور، پایداری کرد و شماری از مغولان را بر خود گردآورد و به مقاومت در برابر شاه منصور پرداخت. با مشاهدهٔ پایداری شاهرخ، دیگر مغولان نیز بازآمدند و بر گرد او هسته ای از مقاومت را پدید آوردند درحالی که سپاه مظفری به شدت تحلیل رفته بود . نبرد تا شامگاه جمعه ادامه یافت درحالی که تنها دو نفر با نام امیر توکل و مهتر فخرالدین با شاه منصور باقی مانده بودند و او همچنان به حملات خود ادامه می داد. سرانجام امیر توکل کشته شد و مهتر فخرالدین که هفتاد زخم داشت در میان کشتگان افتاد اما هنوز زنده بود. شاه منصور به تنهایی به نبرد ادامه داد و از آنجا که هنوز به الحاق واحدهای امدادی امیدوار بود، شامگاه قصد شیراز کرد اما در میان راه کشته شد و پس از کشته شدن وی بود که واحدهای تازه نفس سپاه مظفری وارد میدان شدند. دربارهٔ کشته شدن شاه منصور روایتهای متعدد و بسیار متنوع هست و البته چنان‌که دربارهٔ قهرمانان، نمونهٔ بسیار دارد، بسیاری از مردم تا سالها باور داشتند که او کشته نشده و باز خواهد گشت. در یکی از روایتها امیرزاده شاهرخ شخصاً به شاه منصور دست یافت و او را کشت. این روایت بی تردید، بی اساس است، زیرا با توجه به شهرت و جایگاه شاهرخ، اگر شاه منصور واقعاً و قطعاً به دست او کشته شده بود، مجالی برای ساخته شدن روایتهای دیگر باقی نمی‌ماند. از آنجا که منبع این روایت، ظفرنامهٔ تیموری، گزارش رسمی و درباری تاریخ تیموریان است، انتساب کشته شدن شاه منصور به شاهرخ، به جهت تعظیم و مفاخرت برای شاهزاده ای تیموری صورت گرفته است، اما آنچه در این گزارش، حایز اهمیت است، نوع برخورد و واکنش تیمور به خبر جان باختن شاه منصور است که بلافاصله مطابق یک رسم کهن مغولی، جمیع سران و شاهزادگان را بر فراز کوهی برد و زانو زد و پیاله گرفت و به خواندن سرودهای مغولی پرداخت. این واقعه نشانگر اهمیت شکست شاه منصور و خوف عمیق تیمور از وی است. در روایتی دیگر، یکی از سربازان خاصهٔ شاهرخ به شاه منصور رسید درحالی که او روی به سوی شیراز داشت و تیری در گردنش بود و زخمی عمیق بر چهره اش و از شدت عطش و خونریزی به سختی حرکت می کرد، پس شاه از آن مغول، جرعه ای آب خواست، اما مغول به خواستهٔ او توجهی نکرد و او را تشنه لب کشت . مطابق روایتی دیگر شب هنگام در تفحص میان کشتگان، مغولی شاه منصور را نیمه جان در میان کشتگان یافت. شاه منصور هویت خویش را به او بازگفت و مشتی گوهر بهایی به او داد و از او خواست که یاری اش دهد تا به شیراز بازگردد. مغول، گوهرها را از شاه منصور ستاند و سپس خلاف عهدی که کرده بود، شاه را که نیمه جان و ناتوان بود، کشت و سرش را برای تیمور برد. تیمور با مشاهدهٔ ناجوانمردی آن مغول، دستور داد که او را فوراً بکشند و کسان به ماوراءالنهر فرستاد تا همهٔ بستگان و وابستگان او را بکشند. روایتهای دیگری نیز دربارهٔ کشته شدن شاه منصور هست که با همهٔ تفاوتها در جزئیات، کشته شدن او را در میدان نبرد و نه در اسارت تایید می کنند.

## پیامدهای نبرد گود پاتیله
شکست آل مظفر در نبرد گود پاتیله را می‌توان نقطهٔ آغاز دوبارهٔ سلطهٔ مغولان بر ایران دانست، همان گونه که ظهور آل مظفر و پیروزیشان در نبرد میانه نقطهٔ قطعی خاتمهٔ تسلط مغولان بر ایران تا هجوم تیمور گورکانی تیمور دانسته می‌شود. پادشاهان آل مظفر، بی تریدد مهم‌ترین مانع تیمور برای تسلط بر ایران و احتمالاً مهم‌ترین مانع در سرتاسر سرزمینهایی بودند که تیمور در پی تسخیرشان بود و پیروزی بر آل مظفر چنان اهمیت بی جایگزینی برای تیمور داشت که سر شاه منصور را حتی به بغداد و روم و مصر فرستاد تا رویت آن و آگاهی از شکست شاه منصور، موجب تسلیم سلاطین این نواحی شود و نتیجه آن شد که سلطان احمد ایلکانی، بغداد را رها کرد و به روم گریخت و سلطان مملوکی مصر، تبعیت از تیمور را پذیرفت. قدرت آل مظفر و به ویژه شاه منصور و هراس تیمور از آنان چنان بود که حتی در منابع رسمی دولت تیموری نیز ثبت شده‌است. بنا به اجماع منابع و بخصوص ظفرنامهٔ تیموری که گزارش رسمی زندگانی تیمور است، سواره نظام مظفری به رغم فاصلهٔ بزرگ قوای مظفری و تیموری، در همان حملهٔ نخست، سپاه مغول را متلاشی کرد و شاه منصور سه نوبت به شخص تیمور رسید و ضرباتی بر او وارد کرد، اما تیمور با چادر کشیدن به سر و گریختن به سراپردهٔ زنان، از چنگ شاه منصور رهایی یافت: تیمور «جامه ای بر سر افکنده در سراپردهٔ زنان روی بنهفت. زنان به سوی شاه منصور شتافته چنین گفتند: اینجا حرم نسوان و جایگاه پردگیان است. آنگاه انبوهی از لشکریان را به وی نمودند و گفتند مقصود و منظور تو آنجاست». ثبت چنین گزارشهایی در منابع رسمی تیموری و آن هم دربارهٔ تیمور که نیمی از دنیای مسکون از او در هراس بودند، انعکاس هراس عمیق خود تیمور از شاه منصور است و به میزان همین هراس نیز برای شاه منصور، احترام و تعظیم قائل بود، چنان‌که پس از جان باختن شاه منصور، تاتاری، سر شاه منصور را برای تیمور آورد نخست تیمور باور نمی‌داشت که شاه منصور کشته شود و گواهان موثق بر اساس مشخصات چهرهٔ پادشاه و مخصوصاً خال مشهورش، هویت او را تأیید کردند. آن گاه تیمور با خونسردی، نام آن تاتار و نام فرزندان، آبا، اقربا، مساکن و متعلقات آنان را پرسید و هنگامی که از همه آگاه شد، دستور داد که کسان به ماراءالنهر بفرستند و همهٔ آنان را از صغیر تا کبیر قتل کنند و همهٔ مساکن و متعلقاتشان را برکنند و بسوزند.
پس از این نبرد، دولت آل مظفر برافتاد و تقریباً تمام شاهزادگان این دودمان به فرمان تیمور در قمشه اعدام شدند و تیمور کسان فرستاد تا کودکانی را که از آنان در شهرها بر جا بودند در آن شهرها بکشند و بدین ترتیب سایهٔ هراس از این دودمان را از سر خود کم کرد.
همچنین نبرد گود پاتیله را می‌توان آخرین نبرد یک ارتش ایرانی در قرون میانه تا عصر جدید دانست و پس از آن با تسلط یافتن دوبارهٔ مغولان و سپس ترکمانان تا عصر زندیه، شغل سپاهیگری در ایران در انحصار ترکان جغتای، طوایف ترکمان و عشایر قزلباش بود.